# الكالا دي لا فيغا
بلدية الكالا دي لا فيغا (بالإسبانية: Alcalá de la Vega)‏، هي إحدى بلديات مقاطعة قونكة إحدى مقاطعات إسبانيا، والتي تقع في منطقة قشتالة لا منتشا وسط البلاد، والمائلة لجهة الشرق من إسبانيا.
يبلغ عدد سكانها 144 نسمة وفقاً لإحصائية سنة (2007).